# Stercorarius longicaudus

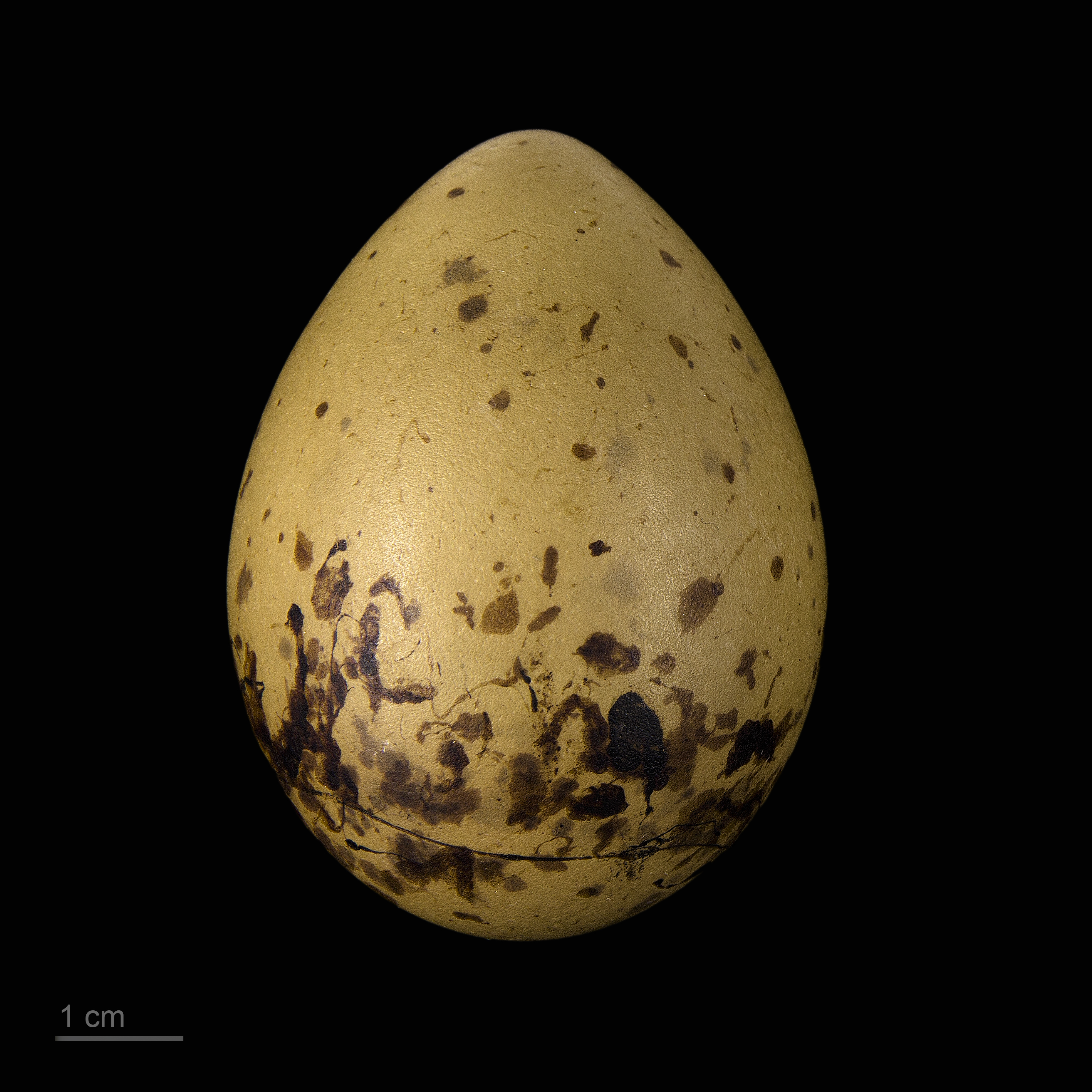
Uovo di Stercorarius longicaudus

Il labbo codalunga (Stercorarius longicaudus Vieillot, 1819), è un uccello della famiglia degli Stercorariidae.

## Sistematica
Stercorarius longicaudus ha due sottospecie:
- S. longicaudus longicaudus
- S. longicaudus pallescens

## Distribuzione e habitat
Questo uccello vive quasi in tutto il mondo, ad eccezione dell'Antartide, delle zone più interne di Africa e Asia (è assente anche in Medio Oriente, India e Cina) e Sud America. Sulle coste africane è presente in inverno. È presente in Italia, soprattutto al nord, mentre nelle altre regioni è accidentale. È raro nel sud della Cina, in Nuova Zelanda, Oman e Iran, negli stati e regioni centrali di Stati Uniti e Canada e sulle isole dell'Oceano Pacifico.